# Химнасия и Эсгрима (футбольный клуб, Мендоса)
Клуб Атле́тико «Химна́сия и Эсгри́ма» (исп. Club Atlético Gimnasia y Esgrima) — аргентинский футбольный клуб, представляющий город Мендосу.

## История
Футбольный клуб был основан 30 августа 1908 года, являясь отдельной секцией спортивного клуба «Химнасия и Эсгрима», который в свою очередь появился на свет в 1890 году в качестве клуба по фехтованию, в котором с 1893 года стали возникать секции по различным видам спорта.
С 1934 года «Химнасия и Эсгрима» принимает гостевые команды на собственном стадионе Виктор Антонио Легроталье, ныне вмещающем около 11 500 зрителей и расположенном на северо-восточной оконечности городского парка генерала Сан-Мартина. В матче открытия, 25 марта 1934 года, «Химнасия и Эсгрима» разошлась миром (2:2) с «Химнасией и Эсгримой» из города Санта-Фе. За игрой наблюдало около 20 000 человек, в то время стадион мог разместить у себя до 21 000 зрителей.
«Химнасия и Эсгрима» входит в так называемую «большую четвёрку футбола Мендосы», куда помимо неё входят клубы «Годой Крус», «Индепендьенте Ривадавия» и «Сан-Мартин». Наиболее принципиальным соперником для «Химнасии и Эсгримы» является «Индепендьенте Ривадавия», их противостояние известно как «Класико Мендосино» (исп. Clásico mendocino). Команды провели, по состоянию на 2014 год, более 230 матчей между собой и незначительное преимущество в победах имеет «Индепендьенте Ривадавия». В рамках главной аргентинской лиги по футболу команды встречались между собой лишь в турнире Насьональ в 1982 году, первая ига закончилась вничью 2:2, а вторая — победой «Индепендьенте» 2:0.
«Химнасия и Эсгрима» 9 раз играла в Примере, в турнире Насьональ: в 1970, 1971, 1972, 1975, 1978, 1981, 1982, 1983 и 1984 годах. Кроме того она ещё 20 раз становилась победителем Лиги провинции Мендоса, после получения той профессионального статуса в 1920-е годы.

## Достижения
- Торнео Федераль A: 1

2014
- Торнео Архентино B: 2

2005/06, 2013/14